# Eurycope cryoabyssalis
Eurycope cryoabyssalis is een pissebed uit de familie Munnopsidae. De wetenschappelijke naam van de soort is voor het eerst geldig gepubliceerd in 1980 door Just.